# シュトレーラの戦い
シュトレーラの戦い（シュトレーラのたたかい、英語: Battle of Strehla）は七年戦争中の1760年8月20日、プロイセン王国とハプスブルク帝国（オーストリア）の間でザクセン選帝侯領のシュトレーラにて生起した戦闘。プロイセン軍が勝利した。

## 背景
1760年8月、プロイセン王フリードリヒ2世はオーストリア軍によるプロイセン領への侵入を食い止めようとした。オーストリアの攻勢はプロイセン軍が占領していたシュレージエンに向けたが、同時にオーストリア軍の別働隊2万5千がプロイセンの占領するザクセン選帝侯領東部に進軍、プロイセン軍は翼包囲される危険にさらされた。これに対し、フリードリヒ2世は自らシュレージエンのオーストリア軍の対処に向かい、ヨハン・ディートリヒ・フォン・ヒュルゼン中将率いる1万2千人をシュトレーラの町に派遣してエルベ川西岸を確保しようとした。シュトレーラの戦いの5日前、フリードリヒ2世率いるプロイセン軍はリーグニッツの戦いでシュレージエンのオーストリア軍を破り、オーストリア軍によるプロイセン軍の翼包囲は失敗した。
ヒュルゼン率いる軍勢はシュトレーラに到着すると防御陣地を築き始めた。オーストリア軍の指揮官フリードリヒ・ミヒャエル・フォン・プファルツ＝ビルケンフェルトはシュトレーラで渡河するという危険な行動を選ばず、別の場所で渡河、ヒュルゼンの軍勢に遭遇するまでエルベ川に平行して進軍した。

## 戦闘
プロイセン軍はシュトレーラ近郊、西側の森の後ろにある高地で陣地を築いた。ビルケンフェルトはオーストリア軍を率いて南から到着、プロイセン軍の戦線を複数の方向から攻撃するために軍を数手に分けた。ヒュルゼンはオーストリア軍の行動に気づいていたが、そのまま防御戦を戦うと決めた。
戦闘は午前5時、オーストリアとプロイセン砲兵の間の砲撃戦で始まった。直後、プロイセン軍の数個大隊がシュトレーラ近くの森を通り抜けて攻め出たため、オーストリア軍は大部隊を再配備して戦わなければならなかった。一方、プロイセンとオーストリア歩兵の主力はシュトレーラの南にある平原でたたかった。2時間の戦闘ののち、プロイセン軍は反撃してオーストリア軍を南に押し返した。一方、プロイセン軍右翼の騎兵はオーストリア騎兵を撃退することに成功したが、それを追撃せずに再び戦列を組み、オーストリア軍の孤立したいくつかの歩兵大隊に突撃してそれを撃破した。それをみたプロイセン歩兵も森から前進してオーストリア歩兵を押し返した。両翼とも押し返したのをみると、ビルケンフェルトは撤退を命じ、戦闘は午前7時に終結した。
プロイセン軍はオーストリア軍が再び攻めてくるのに備えて、午後1時まで戦場に留まった。オーストリア軍が攻めてこないのがわかると、ヒュルゼンはシュトレーラから撤退してトルガウに進軍した。翌日、オーストリア軍がもどってきてシュトレーラの陣地を占領した。
フリードリヒ2世は自らヒュルゼンにオーストリア軍を撃退、遅滞させたことを感謝した。
オーストリア軍の死傷者と捕虜の合計が1,800人で、プロイセン軍の死傷者は900人だった。